# Újfehértó
Újfehértó (jidysz Ratzfert, rum. Grigoreşti) − miasto w powiecie Nagykálló komitatu Szabolcs-Szatmár-Bereg w północno-wschodnich Węgrzech.

## Położenie
Újfehértó leży na granicy wysoczyzny Nyírség i równiny Hajdúság. Przez miasto przebiega droga nr 4, łącząca Debreczyn z Nyíregyháza i równoległa do niej magistrala kolejowa. Lokalne drogi prowadzą do Nagykálló, Hajdúdorog i do Hajdúböszörmény.

## Miasta partnerskie
- Braniștea
- Kursk
- Nymburk